# Tomiichi Murayama
Tomiichi Murayama (Oita, 3 de março de 1924) é um político do Japão. Foi o primeiro-ministro do Japão de 29 de junho de 1994 a 11 de janeiro de 1996. Ele liderou o Partido Socialista Japonês e foi responsável por mudar seu nome para o Partido Social Democrata do Japão em 1996. Ao se tornar primeiro-ministro, ele foi o primeiro líder socialista do Japão em quase cinquenta anos. Ele é mais lembrado hoje por seu discurso "Por ocasião do 50º aniversário do fim da guerra", no qual ele se desculpou publicamente pelo domínio colonial e agressão do Japão. Dos dez ex-primeiros-ministros vivos do Japão, ele é atualmente o primeiro-ministro vivo mais velho, após a morte de Yasuhiro Nakasone em 29 de novembro de 2019. Murayama também é o único ex-primeiro-ministro japonês vivo que nasceu na era Taishō, e é o terceiro primeiro-ministro da história do Japão a se tornar um centenário.

## Primeiro-ministro

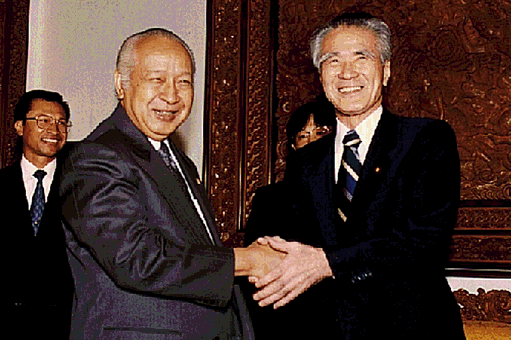
Com Suharto (no Palácio Merdeka em novembro de 1994)

Murayama tornou-se primeiro-ministro em 30 de junho de 1994. O gabinete era baseado em uma coalizão composta pelo Partido Socialista do Japão, o Partido Liberal Democrático e o Novo Partido Sakigake.
Por causa da difícil coalizão, sua liderança não era forte. Seu partido se opôs ao Pacto de Segurança entre o Japão e os Estados Unidos, mas ele afirmou que esse pacto estava de acordo com a Constituição do Japão e decepcionou muitos de seus partidários socialistas. Seu governo foi criticado por não lidar rapidamente com o terremoto de Kobe que atingiu o Japão em 17 de janeiro de 1995. Apenas dois meses depois, em 20 de março, o culto Aum Shinrikyo realizou o ataque com gás Sarin no metrô de Tóquio.

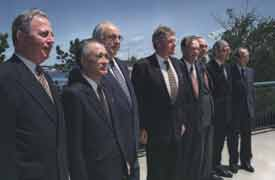
Com líderes do G7 (em Halifax, Nova Escócia em 16 de junho de 1995)

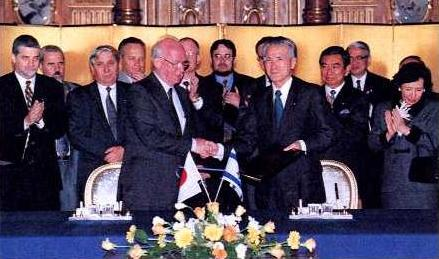
Com Yitzhak Rabin (no Japão em dezembro de 1994)

Como primeiro-ministro, Murayama se desculpou pelo domínio colonial e pela agressão do Japão. Na política social, várias reformas foram realizadas em áreas como direitos trabalhistas, assistência a idosos, pensão alimentícia e assistência a pessoas com deficiência. Em 1995, foi promulgada uma lei sobre licença para assistência à família que tornava obrigatório para os empregadores conceder no máximo três meses consecutivos de licença a empregados e empregadas que precisam cuidar constantemente de um membro da família e proibia os empregadores de demissão de funcionários por licença para cuidar da família. Os padrões de segurança relativos aos guindastes móveis foram estabelecidos em 1995, e as alterações feitas à Lei de Segurança de Radiação de 1960 e à Lei de Segurança de Radiação de 1957 em 1995 estenderam a cobertura a trabalhadores de empresas de aluguel anteriormente excluídos, escritórios de empresas de aluguel e empresas de aluguel. Emendas feitas à Lei de Prevenção de Obstáculos à Radiação de 1957 em 1995 estenderam a lei para cobrir trabalhadores de empresas de aluguel, escritórios de negócios de aluguel e empresas de aluguel. Em julho de 1995, entrou em vigor uma lei que impõe responsabilidade objetiva, ou responsabilidade sem culpa, aos fabricantes e importadores de produtos defeituosos. A Lei Sanitária de Alimentos de 1995 introduziu um sistema abrangente de segurança alimentar. Em 1995, uma emenda à Lei de Controle de Posse de Armas de Fogo e Espadas tornou o porte de arma um crime mais grave, e a Lei Básica de Ciência e Tecnologia aprovada naquele mesmo ano forneceu a estrutura da política de ciência e tecnologia do Japão.
Em 1995, a Lei de Saúde Mental foi revisada para melhorar o tratamento psiquiátrico e médico e a reabilitação psiquiátrica "e para assegurar a coordenação entre o sistema de saúde mental e outros setores de saúde, serviço social e administrativo". A Lei de Reciclagem de Recipientes e Embalagens de 1995 prescrevia "deveres obrigatórios das empresas para a reciclagem de recipientes e embalagens", enquanto uma emenda de 1995 à Lei de Saúde Mental introduziu um sistema para fornecer um manual de saúde e bem-estar para pessoas com transtornos mentais, e um Plano de Ação Governamental para Pessoas com Deficiência foi lançado no mesmo ano. Além disso, foram introduzidas novas medidas abrangentes de emprego.
Na eleição de 1995 para a Câmara dos Conselheiros do Japão, seu partido perdeu assentos. Ele expressou seu desejo de renunciar ao cargo de primeiro-ministro, mas seus apoiadores se opuseram à sua renúncia. Alguns meses depois, ele renunciou e foi substituído por Ryutaro Hashimoto, chefe do Partido Liberal Democrático.